# لورانس أوستين
لورانس أوستين (بالإنجليزية: Lawrence Austin)‏ (22 يناير 1956 بوارنامبول في أستراليا - ) هو ملاكم أسترالي، صنّف ضمن فئة الوزن المتوسط ووزن الخفيف والوزن المتوسط الخفيف ‏ ووزن خفيف الوسط ‏ ووزن الويلتر ووزن الريشة السوبر ‏.

## إحصائيات
خاض خلال مسيرته 48 نزالا، تعادل في 2 .

## روابط خارجية
- لورانس أوستين على موقع بوكس ريك (الإنجليزية) (registration required)